# بیش‌فعالی جنسی
بیش‌فعالی جنسی، هایپرسکسولیته یا افزون‌خواهی جنسی (به فرانسوی: Hypersexualité)، به رفتار فردی گفته می‌شود که از نظر جنسی، نسبت به سایر افراد، بسیار تواناتر است؛ به این معنی که توان و نیاز جنسی در این افراد، به قدری شدید است که در زندگی عادی و روزمره‌شان اختلال ایجاد می‌کند و باعث عصبی شدن، گرایش به مواد مخدر، و اگر فرد دسترسی به شریک جنسی نداشته باشد موجب اعتیاد به خود ارضایی و عدم تمرکز در کار های روزمره و مانند آن می‌شود.
افراد هایپرسکشوال، بیشتر از سایر بیماران در معرض آسیب‌های اجتماعی هستند. احتمال بروز افسردگی در این افراد بیشتر از افراد عادی است، زیرا اکثریت جامعه آنها را طرد کرده و به آن‌ها برچسب می‌زنند.
اعتیاد جنسی و هایپرسکشوال بودن را نباید با هم اشتباه گرفت؛ معمولاً معتادین جنسی افرادی با توان جنسی عادی هستند. در حالی که افراد هایپرسکشوال، گاهی بعد از ساعت‌ها آمیزش جنسی، به ارگاسم می‌رسند.